# 2007年世界房車錦標賽瑞典站
2007年世界房車錦標賽瑞典站是2007年度世界房車錦標賽的第七站賽事，正式比賽在2007年7月29日於瑞典斯堪迪納維亞跑道上舉行。第一回合由雪佛蘭車隊的荷夫勝出，第二回合由雪佛蘭車隊的韋迪爾勝出。